# Antonio Zubiri
Antonio Zubiri Vidal (1917-2000) fue un médico y político español.

## Reseña biográfica
Cursó estudios de bachillerato elemental en Castellón y de bachillerato universitario en Barcelona.
Licenciado en Medicina por Ia Facultad de Zaragoza en 1940. Profesor ayudante de Dermatología y Venereología de la Facultad de Medicina de Zaragoza en 1941.
Fue nombrado Ayudante de la Sección de Farmacología del Instituto de Ciencias Médicas del Consejo Superior de Investigaciones Científicas con destino en la Facultad de Medicina de Zaragoza.
Doctor en Medicina y Cirugía en 1947. Profesor adjunto, por oposición, de Dermatología y Venereología de la Facultad de Medicina de Zaragoza en 1947.
En 1949 aprobó oposiciones a médico de la Lucha Antivenérea Nacional (dermatólogo del Estado).
Director de los Dispensarios de Dermatología de Lérida, Huesca y Zaragoza donde trabajó hasta su jubilación.
Del 13 de marzo de 1954 al 20 de abril de 1970 fue presidente de la Diputación Provincial de Zaragoza.
Numerario de la Real Academia de Medicina de Zaragoza en 1957.
Presidente de honor de la Academia Española de Dermatología y Sifiliografía (1975).
Médico especialista de Dermatología Medicoquirúrgica y Venereología en 1980.

## Condecoraciones y reconocimientos
- Profesional más distinguido del Colegio de Médicos de la Provincia de Zaragoza en 1993.[1]
- Medalla de la Campaña.[1]
- Dos Cruces Rojas del Mérito Militar.[1]
- Cruz de Guerra.[1]
- Medalla de Plata de la ciudad de Zaragoza.[1]
- Encomienda con Placa de la Orden de Cisneros.[1]
- Gran Cruz de la Orden del Mérito Civil.[1]
- Medalla de la Paz de Franco.[1]
- Consejero Nacional del Movimiento.[1]
- Caballero de Honor del Santo Cáliz.[1]
- Medalla de Oro de la Provincia.[1]
- Diploma de la Hermandad Nacional de Alféreces Provisionales.[1]

| Predecesor: Pedro Antonio Muñoz Casayús | Presidente de la Diputación Provincial de Zaragoza 13 de marzo de 1954 - 20 de abril de 1970 | Sucesor: Pedro Baringo Rosinach |